# Argentinische Badmintonmeisterschaft 1993
Die Argentinische Badmintonmeisterschaft 1993 fand im CeNARD in Buenos Aires statt. 

## Titelträger
| Disziplin    | Sieger                       |
| ------------ | ---------------------------- |
| Herreneinzel | Jorge Meyer                  |
| Dameneinzel  | Marion Meyer                 |
| Herrendoppel | Jorge Meyer Jorge Possiel    |
| Damendoppel  | Marion Meyer Alice Garay     |
| Mixed        | Alejandro Meyer Carolina Lux |